# Pennine Way
Der Pennine Way (deutsch: Penninen-Weg) ist ein Fernwanderweg in England, der die Pennines von Süden nach Norden durchquert.

## Beschreibung
Er hat eine Länge von 429 Kilometern und erstreckt sich von Edale (Derbyshire) im Peak District durch die Yorkshire Dales und den Northumberland National Park. Er endet bei Kirk Yetholm kurz hinter der Grenze zu Schottland. Gemeinsam mit dem Hadrian’s Wall Path und dem West Highland Way gehört der Pennine Way zu den populärsten Wegen Großbritanniens. Nach dem South West Coast Path ist er zudem der zweitlängste der ausgebauten Wanderwege im Vereinigten Königreich.
Der Pennine Way verläuft durch sehr dünn besiedeltes Gebiet. Teilweise gibt es während der Tagesetappen wenige bis gar keine Einkehrmöglichkeiten, auch Unterkunftsmöglichkeiten sind stellenweise knapp. Der Weg verläuft zum Teil sehr ausgesetzt, bei schlechten Witterungsverhältnissen handelt es sich um einen schwierigen Wanderweg.
Eine dichte Wegmarkierung gibt es nicht, so dass Wanderer stellenweise auf Karte und Kompass angewiesen sind. Übernachtungsmöglichkeiten bestehen in kleineren Hotels, Jugendherbergen und Bed-and-Breakfast-Unterkünften.

## Geschichte
Der Fernwanderweg war eine Idee des Journalisten Tom Stephenson, der sich ähnliche Wanderwege in den Vereinigten Staaten, insbesondere den Appalachian Trail, zum Vorbild nahm. Stephenson machte seinen Plan 1935 im Daily Herald publik und leistete Lobbyarbeit im Parlament. Die letzte Etappe des Wegs wurde 1965 bei Malham eröffnet.

Streckenverlauf
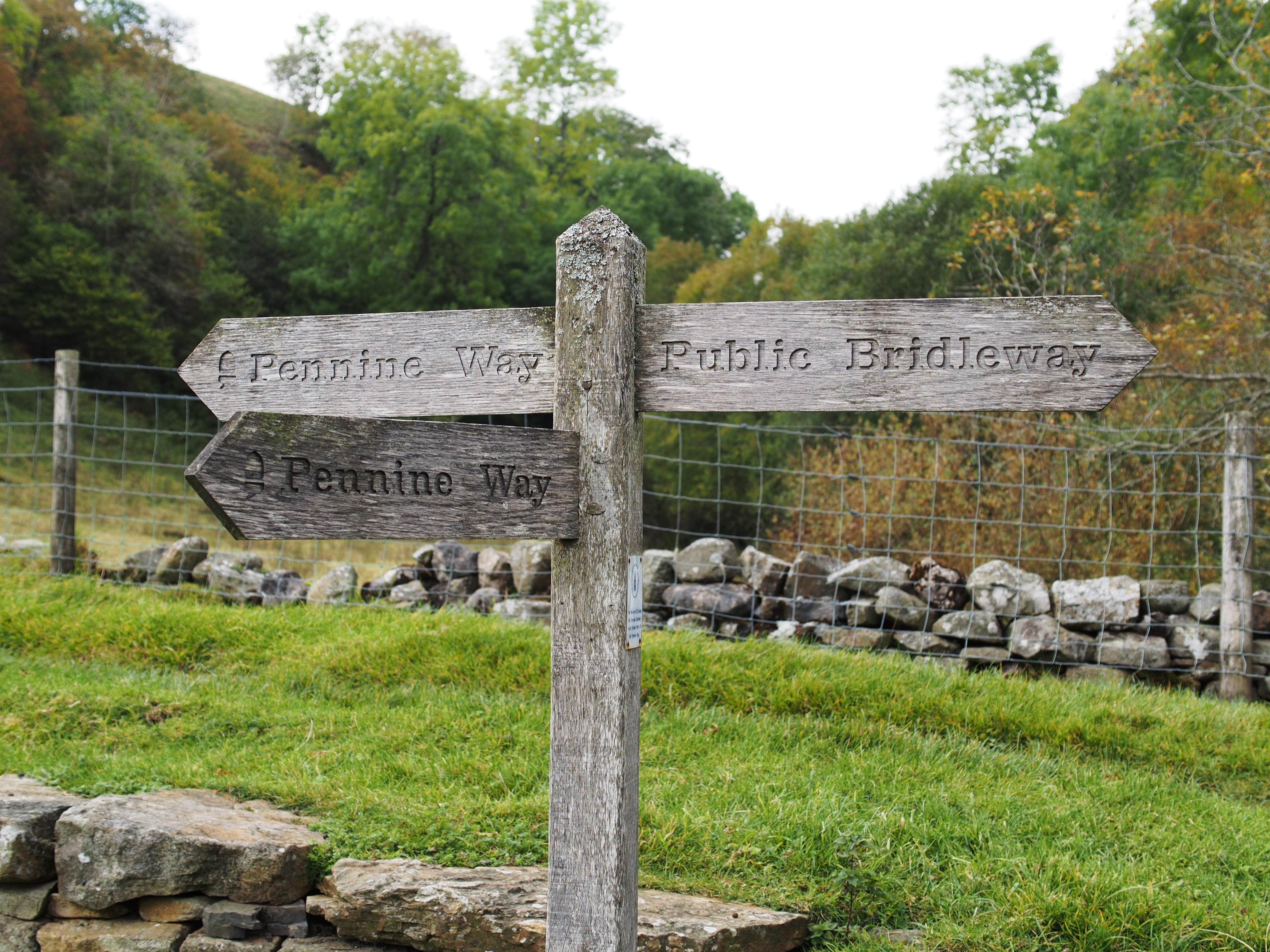
Wegzeichen in Keld an der Kreuzung mit dem Coast to Coast Walk (ohne Wegzeichen, Bridleway rechts)
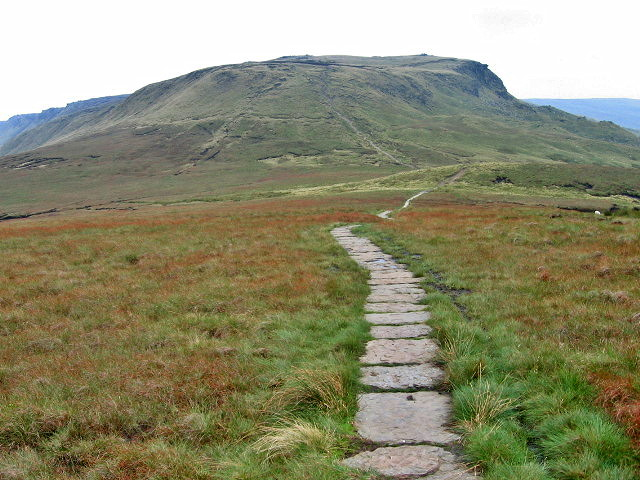
Kinder Scout
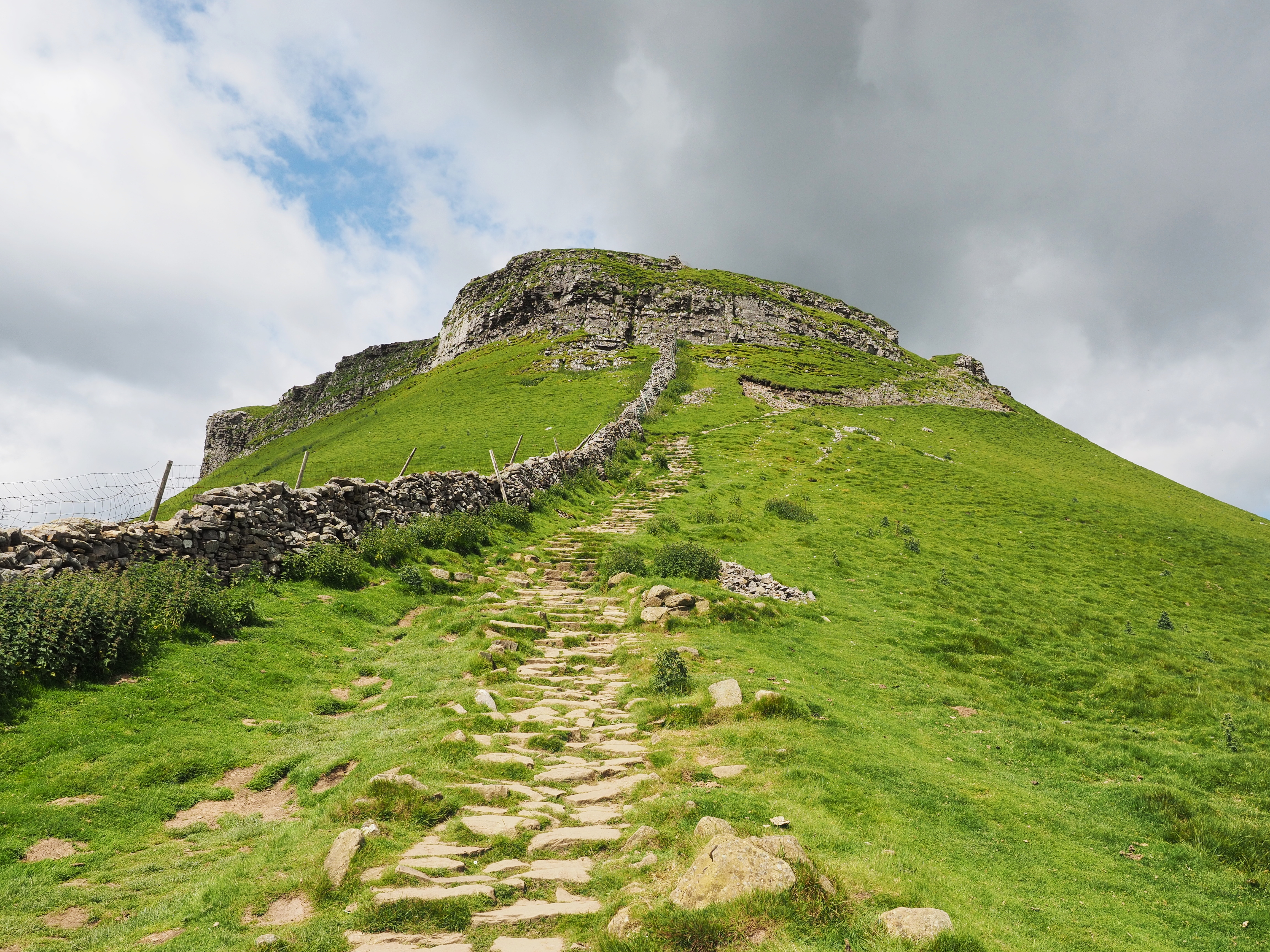
Aufstieg von Süden auf den Pen-y-ghent
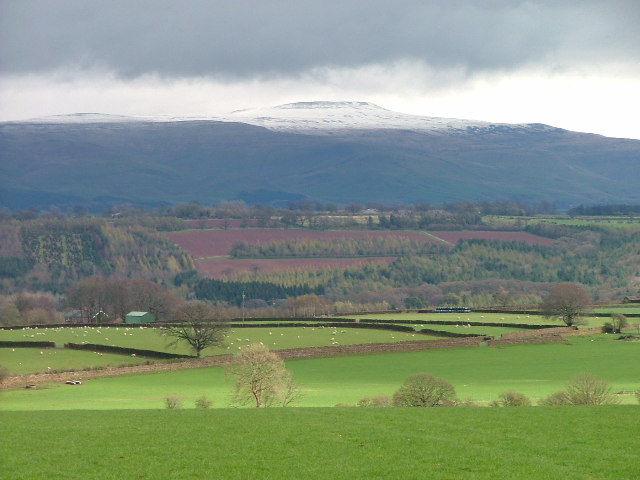
Cross Fell, der höchste Punkt des Pennine Way
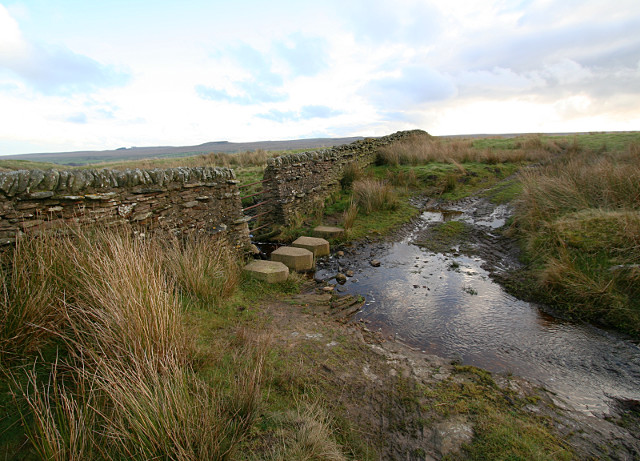
Step-Stones über den Hunder Sike

Der Pennine Way passiert die folgenden Orte:
- Edale
- Kinder Scout
- Bleaklow
- Black Hill
- Saddleworth Moor
- Standedge
- Littleborough
- Stoodley Pike
- Todmorden
- Hebden Bridge
- Wadsworth Moor
- Keighley Moor
- Elslack Moor
- Lothersdale
- Settle
- Malham
- Fountains Fell
- Pen-y-ghent
- Horton in Ribblesdale
- Dodd Fell Hill
- Hawes
- Great Shunner Fell
- Kisdon
- Kisdon Force
- Keld (hier wird der Coast to Coast Walk gekreuzt)
- Tan Hill
- Cauldron Snout
- Querung der A66
- Middleton-in-Teesdale
- High Cup
- Great Dun Fell
- Cross Fell
- Alston
- Haltwhistle
- Hadrian’s Wall
- Shitlington Crags
- Windy Gyle
- The Cheviot
- Kirk Yetholm